# Alison Barros Moraes
Alison Barros Moraes (* 30. Juni 1982 in São Luís) ist ein ehemaliger brasilianischer Fußballspieler.

## Karriere
Alison spielte in seiner brasilianischen Heimat für den Uniclinic AC. 2002 wechselte er zum südkoreanischen Ulsan Hyundai. 2002 wurde er mit dem Verein Vizemeister der K League. 2003 wechselte er zu Daejeon Citizen. 2006 kehrte er nach Brasilien zurück und unterschrieb einen Vertrag bei Marília AC. Sommer 2006 wechselte er zum japanischen Ōmiya Ardija. 2007 kehrte er zu Marília AC zurück.